# Seoane (Manzaneda)
Seoane es una aldea situada en la parroquia de Manzaneda, del municipio español de Manzaneda, en la provincia de Orense, Galicia.

## Demografía
| Gráfica de evolución demográfica de Seoane entre 2000 y 2022 |
|                                                              |
| Datos según el nomenclátor publicado por el INE.             |